# کاسیوپیا (فیلم ۲۰۲۲)
کاسیوپیا (انگلیسی: Cassiopeia؛‏ کره‌ای: 카시오페아) فیلم درام محصول سال ۲۰۲۲ کره جنوبی به کارگردانی شبن یون شیک و با بازی آن سونگ کی، سو هیون جین و جو یه ریم است. این فیلم دربارهٔ آلزایمر است و داستان دختری را روایت می‌کند که به دلیل آلزایمر حافظه‌اش را از دست می‌دهد و زندگی جدیدی با پدرش شروع می‌کند. این فیلم در ۱ ژوئن ۲۰۲۲ منتشر شد.

## بازیگران
- آن سونگ کی در نقش این ووم، پدر سو جین
- سو هیون جین در نقش سو جین، وکیلی که حافظه‌اش را به دلیل بیماری آلزایمر از دست داد[۳]
- جو یه ریم در نقش جی نا، دختر سو جین[۴]